# III. Artal lunai úr
Artal ( – Szardínia, 1323/29), spanyolul: Artal de Luna, spanyol származású, aragóniai főnemes (ricohombre), Luna ura, Quinto bárója és Sogorb ura, Aragónia főkormányzója. Luna Mária aragón királyné nagyapja és Prades Margit aragón királyné ükapja.

## Élete
Lope Ferrench lunai úr (–1304) és Eva Ximénez de Urrea fia. 1299-ben azzal csinált karriert, hogy feleségül vette Konstanciát, III. Péter aragón király természetes (fattyú) fiának, Aragóniai Jakab (Jaime Pérez de Aragón) sogorbi úrnak (–1308) a lányát, aki II. Jakab (1267–1327) aragón király (ur.: 1291–1327) unokahúga volt, ezért II. Jakab megtette Artalt Aragónia főkormányzójának (1305–1312).

## Gyermekei
- Feleségétől, Konstanciától, Sogorb úrnőjétől, aki III. Péter aragón király természetes (fattyú) fiának, Aragóniai Jakab sogorbi úrnak (–1308) volt a lánya, 8 gyermek:
  - Blásco, Sástago és Piña ura, nem nősült meg
  - János, nem nősült meg
  - Artal (–1324), Sogorb ura, nem nősült meg
  - Sancha
  - Mária (–1347 /körül/), 1. férje Juan Alfonso de Haro, Cameros ura (–1333), 2. férje Juan Alfonso de la Cerda, Gibraleón és Huelva ura (1295 körül–1347), egyik házasságából sem születtek gyermekei
  - Izabella
  - Konstancia (1310–1352/53), férje Foix-házi III. Roger Bernát (1310 körül–1350), Castelbon algrófja, 3 gyermek, többek között:
    - Foix Margit, férje III. Bernát, Cabrera algrófja, Modica grófja (–1368), 4 gyermek, többek között:
      - Johanna (–1419), férje Prades Péter entençai báró (1352–1395), 5 leány, többek között:
        - Prades Margit aragóniai királyné (1387/88–1429), 1. férje I. (Idős) Márton (1356–1410) aragón király, l. lent, nem születtek gyermekei, 2. férje Vilaragut János valenciai alkormányzó (–1422), 1 fiú:
          - (2. házasságából): Vilaragut János Jeromos (1416–1452)

  - Lope /Farkas/ (1315/20–1360), Luna ura, majd grófja, Quinto bárója és Sogorb ura, 1. felesége, Jolán (1310–1353) aragón infánsnő, II. Jakab aragóniai király legkisebb gyermeke és Tarantói Fülöpnek (1297–1330), Rhómánia despotájának,[3] I. (Anjou) Fülöp tarantói herceg másodszülött fiának az özvegye, 1 leány,[4] 2. felesége, Brianda d'Agoult (1335 körül–1406) provanszál származású úrnő, Foulques d'Agoult-nak, Sault urának és Alasacie (Alix) des Baux-nak a lánya, 2 lány+1 természetes fiú, többek között:
    - (2. házasságából): Mária (1353–1406), I. Mária néven Luna grófnője, Quinto bárónője, Sogorb (Segorbe) úrnője, férje Idős Márton (1356–1410) aragón infáns, 1396-tól aragón király, l. fent, 4 gyermek, többek között:
      - Ifjú Márton (1374/75/76–1409) aragón infáns, 1392-től I. Márton néven szicíliai király

## Külső hivatkozások
- Antonio Jardiel Badia: Señores de Quinto – 2014. május 11.
- FMG/Aragon Nobility/Luna Genealogy – 2014. május 11.
- Libro d'Oro della Nobilità Mediterranea/Bellonidi (Aragonesi) – 2014. május 11.
- Fundación Casa Ducal de Medinaceli/Artal de Luna – 2014. május 11.

| Előző Lope Ferrench | Luna ura 1304 – 1323/29 | Következő Lope |